# Муса Сиражи
Сиражетдинов Муса Шарафутдинович (псевдоним — Муса Сиражи, тат. Сираҗетдинов Муса Шәрәфетдин улы; 1 февраля 1939 — 14 сентября 2019) — татарский и башкирский поэт, публицист, общественный деятель. Член Союза писателей РБ, являлся председателем культурного центра татар Республики Башкортостан.

## Биография
Муса Сиражи (Муса Шарафутдинович Сиражетдинов) родился 1 февраля 1939 года в деревне Тюпкильды Туймазинского района БАССР в крестьянской семье.
Учился в Кандринской средней школе № 2, окончив которую, работал два года учителем.
С 1958 по 1963 год учился на филологическом факультете Башкирского государственного университета (ныне Уфимский университет науки и технологий).
По окончании БГУ (ныне Уфимский университет науки и технологий) работал в газете «Кызыл тан», потом редактором Башкирского книжного издательства, литературным консультантом в Союзе писателей РБ. С 1971 по 1973 год работал преподавателем в Башкирском государственном университете (ныне Уфимский университет науки и технологий).
Писать начал во время учебы в БГУ (ныне Уфимский университет науки и технологий), печатался в местной прессе. В 1966 году был издан его первый сборник стихов «Встреча».
Муса Сиражи писал стихи, рассказы, сценарии телевизионных фильмов. Его произведения переводились на русский, украинский, казахский, узбекский, латышский, немецкий и чувашский языки. На его стихи слагаются песни («Мелодия Ая», «Неизвестному солдату», «Уфа — песня моя», «Очи влюбленные», «Тоска моя — любовь», «Лебеди», «Дочь зари», «Прощальная», «Твоей любовью вечен я», «Баю-бай», «Колыбельная»).
Известны его статьи о жизни и творчестве поэтов Г. Тукая, М. Джалиля, Ф. Карима, учёного Гази Кашшафа. Салавату Юлаеву посвящена его поэма «Зов вершин».
В последние годы трудовой деятельности возглавлял объединение татарских писателей при Союзе писателей РБ. Был первым председателем секции татарских писателей (позже — объединения), созданной при Союзе.

## Награды и звания
- Председатель совета Республиканского татарского культурного центра.
- Председатель правления Общества дружбы башкирского и татарского народов БАССР.
- Член Общественного совета при Президенте Республики Башкортостан.
- Заслуженный работник культуры Российской Федерации (15 апреля 2002 года) — за заслуги в области культуры и многолетнюю плодотворную работу[3].
- Заслуженный работник культуры Республики Башкортостан.
- Лауреат премии им. Ф. Карима.

## Произведения
1. Дружба; Учись моя душа; Родному Башкортостану [Текст]: [стихи] /Муса Сиражи; перевод Ю. Даля// Респ. Башкортостан. — 2004.
2. Зов вершин: [отрывок из поэмы] Муса Сиражи // Истоки. — 2002. — № 27.
3. Как мы выгнали мороз; Батыр ли наш Батыр?; Кот с колокольчиком; Братишка рисует; Лейся дождик; Поселился в парке лев/ Муса Сиражи; перевод с башк. Р. Паля// Бельск.просторы. — 2000. — № 1.
4. Мать; Пока могу любить [Текст]: [стихи] //Бельск.просторы. — 2003. — № 2.
5. Учись моя душа. Правду сегодня скажи…: [стихи] // Дастан о Башкортостане. — Уфа, 1997. — С. 207—209.
6. Учись моя душа; Звездный посев; Правду сегодня скажи…;Жажда [Текст]: [стихи] // Антология поэзии Башкортостана. Голоса веков. — Уфа: Китап, 2007. — С. 298—299.
7. Осрашыу: шиғырзар. — Өфө: Башk. китап нәшр., 1966.
8. Кем көслөрәк? — Өфө: Башkорт. китап нәшр., 1977.
9. Ер язмышы. Шиғырзар, йырзар, поэма. — Өфө: Башk. китап. нәшр., 1984.
10. Мин зур инде. Шиғырзар. — Өфө: Башkорт.китап нәшр., 1986.

## Очерки, публицистические статьи
- Жыр юлы [Текст]: [язучы Г.Байбуринның тууына - 75 ел] / Муса Сираҗи //Өмет. – 2000. – 9 март.
- Жыр хакында уйлаганда… [Текст] //Кызыл таң. – 2000. – 19 апрель.
- Өзелгән күңел кыллары – мәңгелек йөрәк моңнары: [комп. Ә.Даутов] /Муса Сираҗи //Өмет. – 2000. – 10 июнь.
- Күңел көзгөһө: Башk.языусыларзың XIII съезды алд. [Текст]  /Муса Сиражи // Ағизел. – 2000. - № 5. – 131-133 б.
- Гази Кашшаф-Жәлилнең иң якын дусты [Текст]  /Муса Сираҗи //Өмет. – 2000. – 15 июнь.
- Халкың белән бергә яшәдең, бергә яндың, бергә яшьнәдең [Текст]: [Башк. халык шагыйре М. Гафуриның тууына – 120 ел] / Муса Сираҗи //Кызыл таң. – 2000. – 2 август.
- Көчебез – бердәмлектә, татулыкта [Текст]  /Муса Сираҗи //Кызыл таң. – 2000. – 24 август.
- Күңел көзгөһө [Текст]  / Муса Сиражи // Ағизел. – 2000. - № 5. – 131-133 б.
- Гомер агышлары – гомер балкышлары [Текст]: [Татарстан халык язучысы Г. Бәшировның тууына - 100 ел] / Муса Сираҗи //Кызыл таң. – 2001. – 13 март.
- Гел ургылсын күңел чишмәләрең! [Текст]: [язучы Хәбир Даутовка - 65 яшь] /Муса Сираҗи //Кызыл таң. – 2001. – 5 июнь.
- Уфа – XXI гасырда [Текст]  /Муса Сираҗи //Өмет – 2001. – 11 июнь.
- Исемнәре – гел телдә, җисемнәре – күңелдә [Текст]: [Хәтер. Сугыш башлануга - 60 ел] /Муса Сираҗи //Кызыл таң. – 2001. – 20 июнь.
- Жыр-моңнарың сине оныттырмас, якын дусым, мәшһур моңдашым [Текст]: [композ. З.Мамалимов истәлегенә] /Муса Сираҗи //Кызыл таң. – 2001. – 18 август.
- Тукай. Яз. Мәңгелек мәктәп [Текст]  /Муса Сираҗи //Өмет. – 2002. – 25 апрель.
- Уртак максат, уртак язмышлар [Текст]: [башкорт. татарларының II съездына багышланган мәкалә] /Муса Сираҗи //Кызыл таң. – 2002. – 2 август.
- Мин мәңгегә синеке, мәктәбем! [Текст]: [Чувалкип урта мәкт. – 50 ел] / Муса Сираҗи// Кызыл таң. – 2002. – 1 ноябрь.
- Йөрәк тамырларым синдә, Башкортстан [Текст]: [шагыйрь уйланулары] /Муса Сираҗи /Өмет. – 2002. – 10 октябрь.
- Килер буыннарга мирас итеп [Текст]: [сугыш хәтирәләре] /Муса Сираҗи // Кызыл таң. – 2003. – 8 май.
- Егетлек [Текст]: [язучы Т. Ахунҗановка - 80 яшь] /Муса Сираҗи //Өмет. – 2003. – 13 сентябрь.
- Кардәшлекнең кадерен белик [Текст]: [Республика татар мәдәният үзәгенә - 10 ел] / Муса Сираҗи // Кызыл таң. – 2004. – 10 август.
- Туганлык тамырлары тирәндә [Текст]: [Республика татар мәдәният үзәгенә - 10 ел; әңгәмә /Г. Басыйрова әңгәмәләште] //Өмет. – 2004. – 2 сентябрь.
- Чын канат – чын талант [Текст]: [балерина Г.Сөләйманова] / Муса Сираҗи // Кызыл таң. – 2004. – 3  сентябрь.
- Террорчылар юлы – битарафлык Аша [Текст]  / Муса Сираҗи //Кызыл таң. – 2004. – 14 октябрь.
- «Мәңгелек моңым минем» [Текст]: публицист язма /Муса Сираҗи //Кызыл таң. – 2005. – 26 май.
- Йөрәкләргө язылган язмышлар [Текст]: [Октябрь Вәлитов] / Муса Сираҗи //Кызыл таң. – 2005. – 22 сентябрь.
- Туган көнең белән, Туймазым!  [Текст] / Муса Сираҗи //Кызыл таң. – 2005. – 11 ноябрь.
- «Бер анадан туган шикелле, игезәк без, уртак фикерле» [Текст]  / Муса Сираҗи //Кызыл таң. – 2006. – 9 июнь.
- Жан да тарта, кан да тарта, шуңа дусларыбыз арта [Текст]: [4 ноябрь – халык бердәмлеге көне] //Кызыл таң. – 2006. – 4 ноябрь.